# Paul Sturrock
Paul Whitehead Sturrock (født 10. oktober 1956 i Ellon, Skotland) er en skotsk tidligere fodboldspiller (angriber) og -træner. 
Sturrock tilbragte hele sin aktive karriere, fra 1974 til 1989, hos Dundee United. Her var han med til at vinde det skotske mesterskab samt to udgaver af landets Liga Cup.
Sturrock repræsenterede Skotlands landshold ved både VM 1982 i Spanien og VM 1986 i Mexico. I alt nåede han at repræsentere landsholdet 20 gange, mens det blev til tre scoringer.
Efter sit karrierestop fungerede Sturrock i en årrække som træner, og stod i spidsen for en lang række klubber i både hjemlandet og i England, heriblandt St Johnstone, Sheffield Wednesday og Plymouth Argyle.

## Titler
Skotsk mesterskab
- 1983 med Dundee United

Skotsk Liga Cup
- 1980 og 1981 med Dundee United